# Động đất Antioch 115
Trận động đất tại Antioch năm 115 xảy ra vào ngày 13 tháng 12 năm 115. Nó có cường độ ước tính 7,5 trên thang cường độ sóng bề mặt và cường độ tối đa ước tính là XI (Extreme) trên thang cường độ Mercalli. Antioch và các khu vực xung quanh bị tàn phá với tổn thất lớn về tính mạng và tài sản. Nó đã gây ra một cơn sóng thần địa phương làm hư hỏng nặng bến cảng tại Caesarea Maritima. Hoàng đế La Mã Trajan bị kẹt trong trận động đất, cũng như người kế vị Hadrian. Mặc dù lãnh sự Marcus Pedo Vergilianus đã bị giết, họ đã trốn thoát chỉ với những vết thương nhẹ và sau đó bắt đầu một chương trình để xây dựng lại thành phố này.

## Bối cảnh kiến tạo
Vị trí của Antioch nằm gần ngã ba phức tạp giữa đầu phía bắc của Biển Chết, ranh giới biến đổi chủ yếu giữa mảng Châu Phi và mảng Ả Rập, đầu phía tây nam của đứt gãy Đông Anatilian, ranh giới biến đổi chủ yếu giữa Anatilian Mảng và mảng Ả Rập, và phía đông bắc của Arc Síp, ranh giới giữa các mảng Anatilian và Châu Phi. Thành phố nằm trên lưu vực Antakya, một phần của lưu vực Amik, được lấp đầy bởi các trầm tích phù sa từ Pliocene đến gần đây. Khu vực này đã bị ảnh hưởng bởi nhiều trận động đất lớn trong suốt 2.000 năm qua.
Kết quả đào rãnh ở phía bắc của Biến đổi Biển Chết cho thấy ba trận động đất lớn đã xảy ra dọc theo đoạn Missyaf của sự cố kể từ khoảng năm 100 SCN, sớm nhất có thể tương quan với trận động đất 115.